# Midtdjurs kommun
Midtdjurs kommun var en kommun i Århus amt i Danmark. Sedan 2007 ingår den i Syddjurs kommun.